# Farzat Timerboulatov
Farzat Timerboulatov es un deportista soviético que compitió en atletismo adaptado. Ganó dos medallas de plata en los Juegos Paralímpicos de Seúl 1988.

## Palmarés internacional
| Juegos Paralímpicos | Juegos Paralímpicos  | Juegos Paralímpicos | Juegos Paralímpicos |
| Año                 | Lugar                | Medalla             | Prueba              |
| ------------------- | -------------------- | ------------------- | ------------------- |
| 1988                | Seúl (Corea del Sur) | Medalla de plata    | 800 m B3            |
| 1988                | Seúl (Corea del Sur) | Medalla de plata    | 1500 m B3           |